# Miguel Matamoros
Miguel Matamoros (Santiago di Cuba, 8 maggio 1894 – Santiago di Cuba, 15 aprile 1971) è stato un musicista e compositore cubano.
Iniziò a mettersi in evidenza sulla scena musicale cubana nel 1925, anno in cui, insieme a Siro Rodríguez e Rafael Cueto, fondò il Trio Matamoros. In capo ad un anno divenne uno dei più popolari cantanti e compositori cubani e portavoce della musica son, tanto che la RCA, nello stesso anno, dette al gruppo la possibilità di pubblicare il primo disco, un 78 giri, che venne registrato negli studi di New York.
Nel 1940 ha suonato con Guillermo Portabales e, dal 1945 al 1947, con il giovane cantante Benny Moré.
Il gruppo di Miguel Matamoros si sciolse nel 1960, dopo 35 anni di attività.